# Lista de rios do Zimbabwe
Esta é uma lista de fluxos e rios no Zimbabwe.

## B
Rio Bubye

## G
Rio Gwayi

## I
Rio Inkankezi - Rio Insiza - Rio Inyankuni

## K
Rio Kwekwe

## L
Rio Limpopo - Rio Luenha

## M
Rio Mazoe - Rio Mchabezi - Rio Mtchelele - Rio Mucheke - Rio Munyati - Rio Mupfure - Rio Mushawe - Rio Mwenezi - Rio Mwewe - Rio Mzingwane

## N
Rio Ncema

## P
Rio Panhane - Rio Púnguè

## R
Rio Runde

## S
Rio Save - Rio Sebakwe - Rio Sengwa - Rio Shangani - Rio Shashe - Rio Siwaze

## T
Rio Thuli

## U
Rio Umtshabezi

## Z
Rio Zambezi